# Мавр (карточная игра)
Мавр — карточная игра. Чаще всего её называют еще «101», поскольку в неё играется цикл партий до набора 101. Смысл каждой партии — скинуть карты быстрее и набрать меньше очков. Но тот, у кого очков больше, имеет шанс выиграть, набрав ровно 101. Если же он переберет, то проигрывает. Впрочем, по договоренности это не обязательно.
Другие названия (соответственно и варианты): «Дворовой» (синоним «слуга», нарицательное, не путайте с прилагательным «дворовый»), детский бридж, английский дурак, чешский дурак, венгерский дурак, европейский дурак, фараон (это имя носили множество других игр), пентагончик.
Сдача — 5 карт (в английском дураке), 4 (в фараоне). В чешском дураке — 6. В большинстве районов России — 4.
Ходят по традиции — после сдатчика по часовой стрелке. После сдачи одна карта выкладывается фигурой вверх, и на неё все остальные кладут свои или в масть, или равную фигуру. Если игрок не имеет на руках подходящей карты, он добирает один раз из колоды. В следующий раз он может добрать карту только после всего круга ходов. Выигрывает тот, кто первый сбросит карты.
Тот, перед кем сходили семеркой берет две лишних карты и пропускает ход, короля пик — три лишних карты (он и называется «мавр») и пропускает ход. Кто сходил с шестерки — делает повторный ход. Ход с туза означает, что следующий пропускает ход. Дама может выходить на любую карту и заказать любую масть. Если на ней закончится партия, выложившему её спишут 20 очков (а за бубновую — 40), но если она останется на руках, то очки пойдут в плюс(то есть то, что очень невыгодно). Поэтому от дам лучше скорее освобождаться.
Если колода закончилась до того, как у игроков сброшены карты, две последние карты из колоды оставляют сверху, остальные тасуют и кладут под низ. Игра продолжается.
В эту игру обычно играют на курортах, пляжах. Иногда по договоренности проигравший должен спеть, станцевать или исполнить какой-либо другой артистический номер.